# Cratichneumon semirufus
Cratichneumon semirufus là một loài tò vò trong họ Ichneumonidae.